# حالت انتقال ناهمگام
حالت انتقال ناهمگام (آسنکرون) یا ATM که مخفف Asynchronous Transfer Mode می‌باشد به پالس‌های ساعت وابستگی نداشته و در رده شبکه‌های اتصال گرا تقسیم‌بندی می‌شود. در این مدل جهت برقراری اتصال در آغاز بسته‌ای به سوی مقصد ارسال می‌شود، این بسته مسیر خود را بین مسیریاب‌های مختلف پیدا کرده و مدار مجازی را تشکیل می‌دهد. این اتصال که از این به بعد آن را می‌توان اتصال فیزیکی در نظر گرفت. هر یک از این اتصال‌ها دارای یک شماره شناسایی است.
در این مدل اطلاعات به صورت بسته‌های ۵۳ بایتی (سلول) ارسال می‌گردد. این بسته‌ها از دو بخش سرآیند و داده‌های کاربر تشکیل شده‌اند. در بخش سرایند که ۵ بایت است اطلاعاتی همچون شماره شناسایی اتصال ذخیره می‌گردد. ATMها سرعت بالایی دارند، بسته‌ها را در یک مسیر و به ترتیب ارسال می‌کنند و از آنجایی که بسته‌ها کوچک اند، کیفیت هم بالا است. این مدل شباهت‌هایی به شبکه‌های گسترده دارد و دارای پهنای باندی حدود ۶۲۲-Mbps است.
مدل مرجع ATM که برخلاف مدل مرجع OSI و مدل مرجع TCP/IP، مدلی سه بعدی است، دارای سه لایه‌است:
- لایه فیزیکی
- لایه ATM
- لایه انطباق ATM

صفحه کاربر با انتقال داده، کنترل جریان، تصحیح خطا، و دیگر عملکردهای کاربر سروکار دارد. صفحهٔ کنترل مدیریت اتصال را بر عهده دارد. وظیفه صفحه‌های مدیریت لایه و صفحه، مدیریت منابع سیستم و هماهنگ‌کردن لایه‌های بینابینی است.

## لایه فیزیکی
این لایه همسنگ لایه فیزیکی در مدل‌های OSI و TCP/IP می‌باشد. لایه فیزیکی در این مدل خود به دو زیر لایه بخش‌بندی می‌شود:
1. زیر لایه فیزیکی(PMD): که مستقیماً به کابل شبکه پیوند شده و با توجه به رسانه انتقال متفاوت است. این زیر لایه وظایف زیر را دارد:

- ارسال و دریافت بیت‌ها
- زمان‌بندی بیت‌ها
- مهیا نمودن امکان دسترسی فیزیکی

1. زیرلایه همگرایی انتقال(TC): این زیر لایه که همسنگ لایه پیوند داده‌ها در مدل پایه OSI می‌باشد، عهده‌دار وظایف زیر است.

- ایزوله کردن سرعت سلول
- تولید مجموع تطبیقی
- تولید سلول یا بسته‌های ۵۳ بایتی
- بسته‌بندی و بازکردن بسته‌ها
- تولید فریم

## لایه ATM
در این لایه وظایف حیاتی سیستم رخ می‌دهد. این لایه معادل بخشی از فعالیت‌های دو و سه در مدل مرجع OSI است.
- کنترل جریان
- تولید سرآیند سلول و مدار مجازی
- مدیریت مسیر مالتی پلکس و دی مالتی پلکس سلول

## لایه انطباق ATM
از آنجایی که برنامه‌ها با بسته‌های بزرگ‌تر از ۵۳ بایت کار می‌کنند این لایه بسته‌های اطلاعاتی را در طرف فرستنده به سلول‌های ۵۳ بایتی می‌شکند و طرف گیرنده هم آن‌ها را با هم پیوند می‌دهد. این لایه را که گاهی به اختصار AAL نیز می‌نامیم، دارای دو زیر لایه‌است:
1. زیر لایه قطعه بندی و مونتاژ(SAR) که در طرف فرستنده بسته‌های داده را به سلول می‌شکند و در طرف گیرنده دوباره آن‌ها را به هم می‌چسباند.
2. زیر لایه واسطه استاندارد(CS) که وظیفه ارائهٔ سرویس‌های مختلف به برنامه‌های کاربردی را بر عهده دارد.